# سانتياغو خيمينيز
سانتياغو خيمينيز (بالإسبانية: Santiago Giménez) هو لاعب كرة قدم مكسيكي في مركز الهجوم، ولد في 18 أبريل 2001 في بوينس آيرس في الأرجنتين. لعب مع كروز آزول.

## وصلات خارجية
- سانتياغو خيمينيز على موقع الاتحاد الأوربي (الإنجليزية)
- سانتياغو خيمينيز على موقع قاعدة بيانات كرة القدم.إي يو (الإنجليزية)
- سانتياغو خيمينيز على موقع ناشيونال فوتبول تيمز (الإنجليزية)
- سانتياغو خيمينيز على موقع Soccerway.com (الإنجليزية)
- سانتياغو خيمينيز على موقع عالم كرة القدم.نت (الإنجليزية)